# Піхотна дивізія «Берлін»
Піхотна дивізія «Берлін» (нім. Infanterie-Division Berlin) — ерзац дивізія Вермахту, що існувала наприкінці Другої світової війни.

## Історія
Піхотна дивізія «Берлін» сформована 7 лютого 1945 року в Берліні з підрозділів розгромленої радянськими військами 309-ї піхотної дивізії Вермахту. Брала участь у битві за столицю Третього Рейху. Розгромлена у квітні 1945 року під Кюстрином.

## Райони бойових дій
- Німеччина (Берлін) (лютий — квітень 1945).

## Командування

### Командири
- Генерал-майор Генріх Фойчбергер (нім. Heinrich Voigtsberger) (7 лютого — квітень 1945)

### Підпорядкованість
| Час     | Корпус  | Армія      | Група армій (округ) | Штаб    |
| ------- | ------- | ---------- | ------------------- | ------- |
| 1945    |         |            |                     |         |
| квітень | CI-й ак | 9-та армія | Група армій «Вісла» | Кюстрин |

## Склад
| 8 лютого                           |
| ---------------------------------- |
| Полк охорони «Гроссдойчланд»       |
| 652-й гренадерський полк           |
| 653-й гренадерський полк           |
| 309-й фузілерний батальйон         |
| 309-й артилерійський полк          |
| 200-й протитанковий загін          |
| 309-й інженерний батальйон         |
| 309-й дивізійний батальйон зв'язку |